# Godrevy
Godrevy (korn. Godrevi) – półwysep  w Anglii, w Kornwalii, na północny zachód od miasta Hayle. Stanowi wschodni kraniec zatoki St Ives Bay. Większą część Godrevy posiada National Trust. Półwysep zakończony jest przylądkiem Godrevy Head. Leży na szlaku South West Coast Path. Na półwyspie znajduje się latarnia morska Godrevy wybudowana w 1858 roku w reakcji na katastrofę statku SS Nile, który zatonął w pobliżu 30 listopada 1854 roku (nikt z pasażerów ani członków załogi nie ocalał), a zautomatyzowana w 1934 roku. Jej zasięg wynosi 19 km.
Kształt półwyspu jest zbliżony do kwadratu. Linia brzegowa Godrevy jest postrzępiona, stanowi mieszaninę piaszczystych plaż i wysokich klifów, dochodzących do 70 m. Godrevy jest miejscem surfingu.

## Godrevy w kulturze
Latarnię morską na Godrevy opisała Virginia Woolf w książce "To the lighthouse".